# Darkness of Ignorance
Darkness of Ignorance – pierwszy minialbum szwedzkiej grupy hardcore punk Abhinanda. Wydany w 1993 r. przez wytwórnię Desperate Fight Records. Początkowo wydano go w nakładzie 1000 sztuk.

## Lista utworów
1. Confront yourself
2. Thousand years
3. Rising fire
4. Lifestyle
5. Darkness of ignorance